# Paul Gervais (zoologiste)
Pour les articles homonymes, voir Paul Gervais et Gervais.
François Louis Paul Gervais, né le 26 septembre 1816 à Paris et mort le 11 février 1879 à Paris 5e, est un zoologiste, un paléontologue et un entomologiste français.

## Biographie
D’origine modeste, il travaille beaucoup pour suivre des études universitaires et obtient son titre de docteur en 1844. Il suit les cours d’André Marie Constant Duméril (1774-1860) au Muséum national d'histoire naturelle en 1833. Il devient l’année suivante aide-préparateur suppléant à la chaire d’anatomie comparée, puis préparateur titulaire en 1841.
En 1845, il obtient une chaire d’anatomie à la faculté des sciences de Montpellier puis, en 1847, celle de zoologie et d’anatomie comparée. En 1856, il devient doyen de son université et obtient un titre de docteur en médecine.
La mort de Pierre Gratiolet (1815-1865) lui permet d’obtenir sa chaire d’anatomie comparée à la Sorbonne. Trois ans plus tard, il obtient la chaire d’anatomie comparée au Muséum, vacante après la mort d’Étienne Serres (1786-1868). Il est élu, par deux fois, à la présidence de la Société entomologique de France, en 1869 et en 1878 et élu à l’Académie des sciences en 1874. Il est promu officier de la Légion d'Honneur.
Il travaille principalement sur les vertébrés, notamment fossiles. 
Sollicité par Édouard Verreaux, qui disposait d'une ardoise portant de curieuses empreintes, ardoise récupérée par son frère Alexis Verreaux chez un Griquas en Afrique du Sud, Paul Gervais attribue le nom de Mesosaurus (saurien moyen) à ce fossile en 1865.
Il est inhumé au cimetière du Montparnasse. Son fils est le zoologiste Henri Frédéric Paul Gervais (1845-1915), qui travaille également au Muséum.

## Publications
- Zoologie et paléontologie françaises (1848-1852)
- Histoire naturelle des Mammifères (1854-1855)
- Éléments des sciences naturelles : zoologie comprenant l’anatomie, la physiologie, la classification et l’histoire naturelle des animaux, 1866
- Mémoire sur plusieurs espèces de mammifères fossiles propres à l'Amérique méridionale, Paris, F. Savy, 1873 (lire en ligne)
- Zoologie et Paléontologie générales.

Gervais a collaboré au Dictionnaire pittoresque d'histoire naturelle et des phénomènes de la nature en 9 tomes (1834-1839) de Félix Édouard Guérin-Méneville.
Il participe également au Dictionnaire universel d’histoire naturelle publié en 16 volumes (1841-1849) sous la direction de Charles Henry Dessalines d'Orbigny (1806-1876) et à ce titre est le créateur de nombreuses nouvelles espèces.